# Floriculture

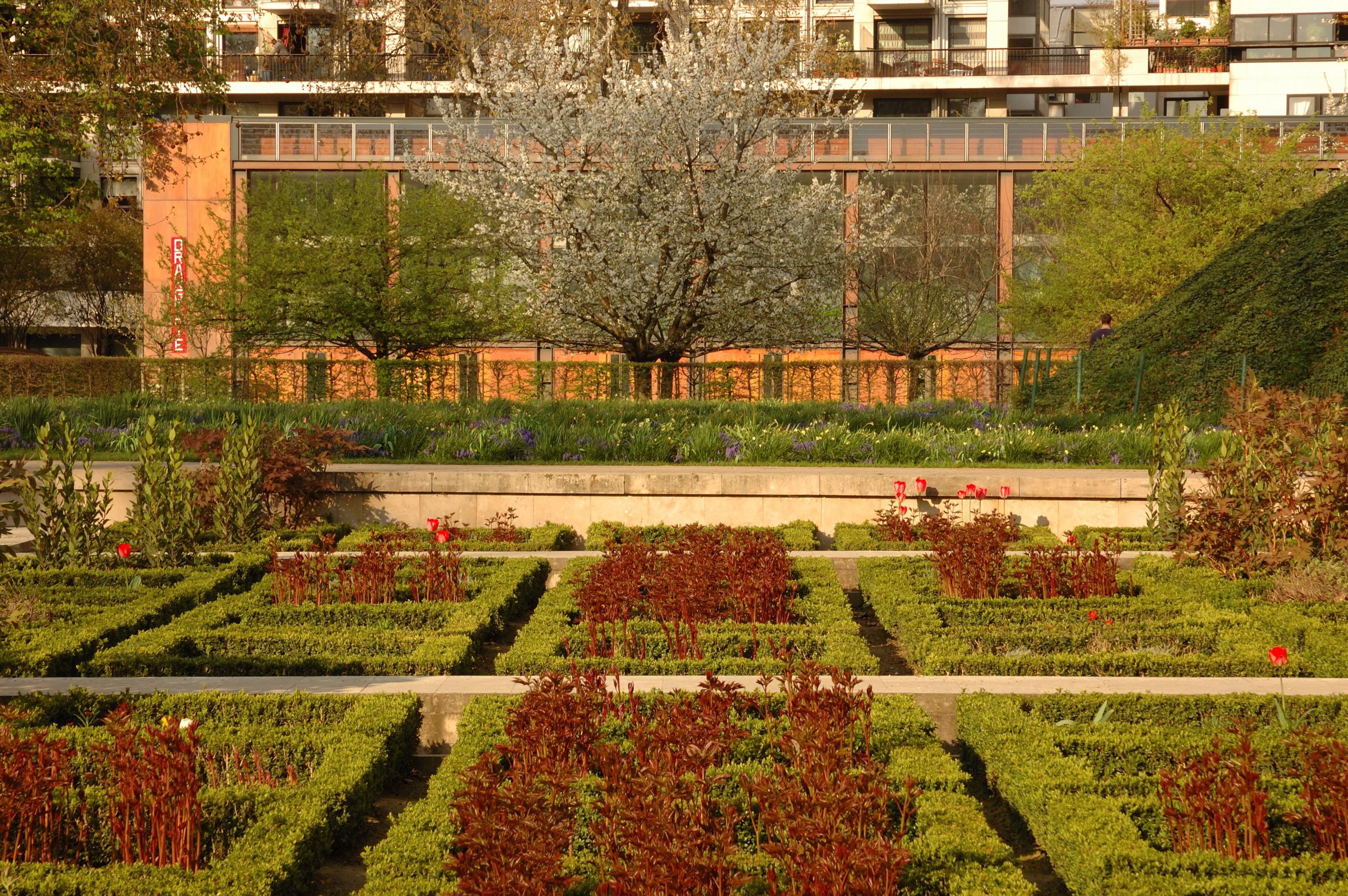
Les Parterres du Parc de Bercy

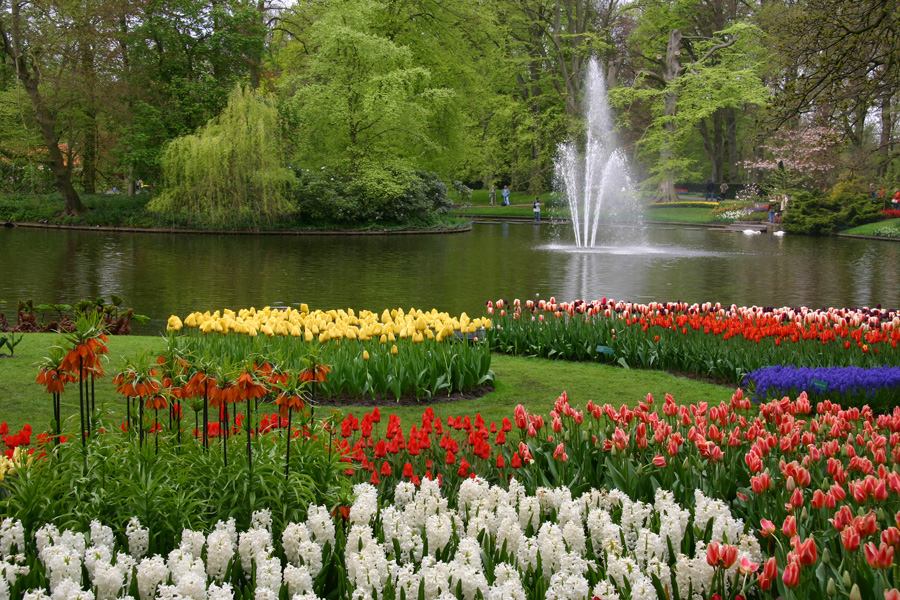
Composition florale de jacinthes et tulipes au Keukenhof aux Pays-Bas

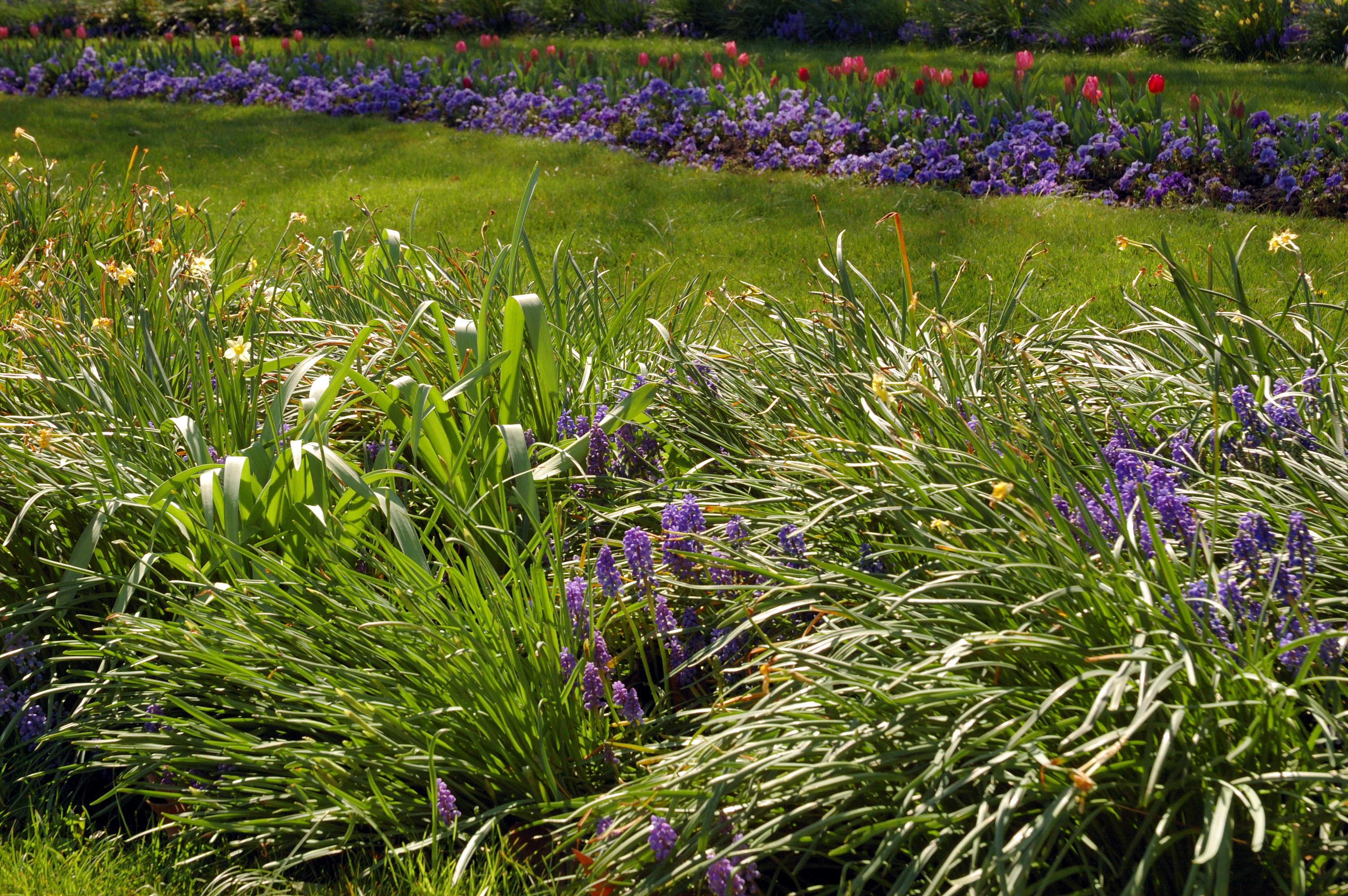
Composition florale de muscaris et narcisses (Les Parterres du Parc de Bercy)

La floriculture, ou la culture des fleurs, est une branche de l'agriculture. 
Elle produit par le jardinage ou la culture industrielle des fleurs coupées, des plantes fleuries en pots ou jardinières, des  graines, et propagules (bulbes, tubercules, rhizomes, etc.) 

Ce peut être un loisir ou une activité professionnelle.

Les cultures peuvent se faire en pleine terre ou en pots, dans des jardins à l'air libre ou en serres. Elle alimente un commerce international, utilisant de plus en plus le transport aérien, qui augmente beaucoup l'empreinte écologique de la floriculture commerciale. 
L'utilisation intensive de produits phytosanitaires, en serre ou dans certaines cultures extérieures (tulipes aux Pays-Bas) est aussi source de controverse pour la santé des floriculteurs professionnels, voire de certains consommateurs.

## Histoire
La floriculture existe probablement depuis la haute Antiquité, pour l'attrait que les fleurs ont exercé sur nos sens tant par leur beauté, leurs couleurs que leurs parfums.

Depuis la seconde moitié du XVIIe siècle, la floriculture a fait l'objet de traités techniques spécialisés (la première publication en Italie est due à G.B. Ferrari, un jésuite de Rome qui publia en 1633 son De florum coltura) et entre le XVIIIe et le XIXe siècles d'illustres auteurs comme Joseph Decaisne et Charles Victor Naudin écrivirent sur ce sujet.
Au cours des siècles, des plantes exotiques, originaires de régions aux climats variés, furent introduites en Europe, suivant les routes commerciales nouvellement créées. Leurs exigences climatiques et environnementales spécifiques ont entraîné un affinement des techniques culturales et l'invention de milieux artificiels comme les serres.
En outre, l'introduction de plantes ornementales recherchées pour leur port, la forme et la couleur de leurs feuilles ou de leurs fleurs, a développé le secteur des pépinières. Celles-ci s'occupent de la production et de la commercialisation de plantes ornementales arbustives, de bonsaïs et de plantes herbacées.
En Europe occidentale, la floriculture est la plus développée aux Pays-Bas, spécialisée notamment dans la production de bulbes, rhizomes, etc. et dont l'organisation technique et commerciale est telle qu'elle influence et oriente même les règles du marché mondial des fleurs et plantes en pots. Suivent la Belgique et Israël.
L'Italie, pour diverses raisons historico-politiques, malgré un climat favorable, suit à distance, mais possède quelques régions d'excellence, en premier lieu la Ligurie et en particulier la province d'Imperia, mais aussi la Toscane et les Pouilles. 
En France, la région la principale zone horticole se situe dans la région Pays de la Loire, plus particulièrement autour de la ville d'Angers qui concentre la majeure partie des exploitations horticoles (floriculture). Les premières traces de cette activité dans ce secteur géographique remontent au XIIe siècle.
Dans le domaine de la floriculture, un élément essentiel dans le succès commercial des produits est la sélection et la création permanente de nouveaux cultivars. En effet, pour obtenir des plantes innovantes et attrayantes pour le consommateur final, on recourt à des méthodes agronomiques sophistiquées comme l'amélioration génétique et les techniques de micropropagation.

## Techniques culturales
L'exigence première de la floriculture commerciale est la standardisation du produit pour viser un prix rémunérateur. Ceci conduit à combiner les cultures en plein champ ou en serre, avec les cultures sur substrats artificiels, qui sont désormais la norme pour les productions en pots, l'utilisation généralisée de phytorégulateurs, de produits phytopharmaceutiques (insecticides, antiacariens, nématicides, fongicides, bactéricides...), la fertilisation par l'irrigation, la culture hydroponique, l'éclairage artificiel et les systèmes de contrôle informatisé de la température et de l'humidité.
La multiplication des plantes peut se faire de différentes manières, par bouturage, marcottage, greffe, division de tubercules, rhizomes, stolons ou bulbes ou par semis.

## Aspects environnementaux
Il est double, avec ;
Des aspects positifs :

Certains estiment que la floriculture des orchidées (clonage notamment) ou d'autres espèces rares a permis de limiter le prélèvement direct dans la nature et de sauver certaines espèces.

C'est une source importante d'emplois pour des pays tropicaux en développement.
Des aspects négatifs ou sources de controverse

Certaines floricultures utilisent beaucoup d'intrants chimiques et de pesticides, qui ont des impacts environnementaux et sur la santé des floriculteurs, en amont, et peut-être en aval. 

Pour certaines espèces, leur diffusion peut être à l'origine 
- de pollution génétique,
- de perte de biodiversité, par consommation d'espaces naturels et utilisation de souches de plus en plus homogènes, souvent clonées.
- de mortalités d'abeilles, papillons ou autres insectes et leurs larves attirés par les plantations, et exposées aux insecticides.
- d'introduction d'espèces susceptibles de devenir invasives ou poser des problèmes (résistance aux pesticides), notamment avec le transport à grande distance par avion et/ou camion.
Enfin, certaines serres, fortement éclairées la nuit peuvent contribuer au phénomène dit de pollution lumineuse.
Pour répondre à ces critiques, des réflexions existent qui pourraient aboutir à un label de type AB (Agriculture biologique) pour la floriculture
Actuellement les entreprises horticoles utilisent de plus en plus la lutte biologique intégrée avec l'utilisation d'insectes prédateurs contre les pucerons notamment ou les aleurodes ainsi que les acariens et beaucoup d'autres insectes ravageurs. Ces insectes auxiliaires évitent donc l'utilisation de produits chimiques ou en tout cas les limitent fortement.

## Bibliographie

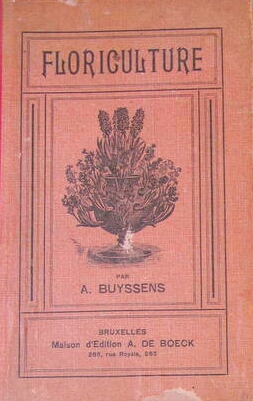
A. Buyssens, Floriculture